# اوگر (موتور بازی)
موتور مفسر گرافیکی شی‌گرا (به انگلیسی: Object-Oriented Graphics Rendering Engine) که به تخفیف اوگر (به انگلیسی: OGRE) نامیده می‌شود، رانشگری صحنه‌گرا، بی‌درنگ (به انگلیسی: Real-Time) و دارای مفسر گرافیکی سه‌بعدی است. واژهٔ اوگر در افسانه‌های غربی به معنای غولی است که از انسان تغذیه می‌کند. این نرم‌افزار متن‌باز است. اولین نسخه از آن در فوریهٔ سال ۲۰۰۵ میلادی انتشار یافت. تمامی این رانشگر سه‌بعدی در زبان برنامه‌نویسی سی‌پلاس‌پلاس نوشته شده‌است.

## بازی‌ها و برنامه‌های ساخته شده
- راننده زامبی (به انگلیسی: Zombie Driver)
- نور مشعل (به انگلیسی: Torchlight)
- دویدن با تفنگ (به انگلیسی: RUNNING WITH RIFLES)